# Helmut Bieler (Politiker)

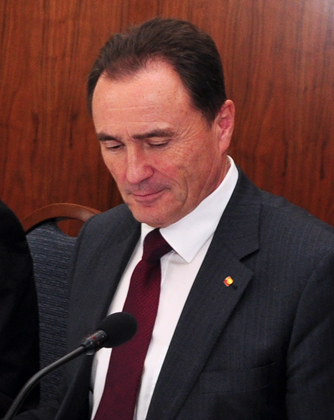
Helmut Bieler (2012)

Helmut Bieler (* 27. Mai 1952 in Bernstein, Burgenland) ist ein österreichischer Politiker (SPÖ) und seit 2018 Präsident des Burgenländischen SPÖ-Pensionistenverbandes (PVÖ).
Von 1999 bis 2017 war er Landesrat in der Burgenländischen Landesregierung, zuletzt für die Bereiche Finanzen, Kultur, und Infrastruktur zuständig.

## Ausbildung und Beruf
Bieler besuchte von 1958 bis 1963 die Volksschule und im Anschluss die Hauptschule in Lockenhaus. 1967 wechselte er an das evangelische, musisch-pädagogische Realgymnasium, an dem er 1971 die Matura ablegte. Er absolvierte in der Folge eine Ausbildung an der Pädagogischen Akademie des Bundes in Wien und legte 1974 die Lehramtsprüfung für Hauptschulen in den Fächern Mathematik, Geschichte und Sozialkunde ab. Von 1974 bis 1975 leistete Bieler seinen Präsenzdienst ab.
Nach seiner Ausbildung war Bieler ab 1975 Hauptschullehrer im burgenländischen Landesdienst. 1992 wurde er außer Dienst gestellt.

## Politik
Bieler war ab 1992 Mitglied des Gemeinderates von Bad Tatzmannsdorf und war von 1997 bis März 1999 Bürgermeister der Gemeinde. Zudem stand er der SPÖ-Ortsgruppe von 1983 bis 2006 als Ortsparteivorsitzender vor. Bieler ist seit 1998 Stellvertretender Landesvorsitzender der SPÖ Burgenland und war ab dem 12. November 1999 Bezirksparteivorsitzender von Oberwart, nachdem er 1992 zum Bezirksparteivorsitzender-Stellvertreter gewählt worden war.
Bieler vertrat die SPÖ von 1992 bis 1993 als Bundesrat und wechselte 1993 in den Burgenländischen Landtag, dem er bis 1999 angehörte. Am 18. März 1999 wurde Bieler in die Burgenländische Landesregierung gewählt. Er war zuletzt in der Landesregierung Niessl IV zuständig für die Ressorts Finanzen, Kunst, Kultur, Wissenschaft, Straßenbau und Landeshochbau.
Mit 21. Dezember 2017 hat Bieler sein Amt als burgenländischer Landesrat an den ehemaligen Verteidigungsminister Hans Peter Doskozil (SPÖ) übergeben. Als SPÖ-Bezirksvorsitzenden im Bezirk Oberwart folgte ihm 2018 ebenfalls Hans Peter Doskozil nach.
2018 folgte er Johann Grillenberger als Landespräsident des Pensionistenverbandes Burgenland nach.

## Sonstiges
Helmut Bieler war zweimal burgenländischer Landesmeister im Tischtennis (1979 und 1980).